# Минин, Нефёд
Нефёд (Мефодий) Кузьмич Ми́нин (? — 1632 г.) — сын национального героя Кузьмы Минина, предположительно единственный. В 1615 году ему и его отцу были пожалованы в вотчину село Богородское с девятью окрестными деревнями. Нефёд получил чин стряпчего и служил при царском дворе. После смерти отца царь грамотой от 5 июля 1616 года подтвердил право владения вотчиной в Нижегородском уезде — селом Богородское с деревнями — вдове Кузьмы Татьяне Семёновне и его сыну Нефёду. У Нефёда имелся двор на территории Нижегородского кремля, хотя сам он по своей службе жил в Москве. Сведения о нём довольно разрознены. В 1625 году он присутствовал при отбытии персидского посла. В 1626 году состоит «у государева фонаря» на двух царских свадьбах: первой свадьбе царя Михаила Федоровича с княжной Марией Долгорукой (Нефёд нес фонарь невесты) и второй с Евдокией Лукиничной Стрежневой (Нефёд нёс фонарь царя). Его женой была Анна Михайловна в девичестве Тихонова. Последнее упоминание в дворцовых разрядах относится к 1628 году. Умер в 1632 году.
В 1645 г. записан в синодик Архангельского собора Печерского монастыря, вместе с сыном, с Космой Мининым и Миной (иноком Мисаилом — отцом Кузьмы Минина). Возможно, Нефёда похоронили на одном из кладбищ Москвы. Пожалованные вотчины вернулись в государственную казну и были отданы князю Якову Куденетовичу Черкасскому, а потом Шереметевым. Нефёд не оставил после себя потомства, его дети умерли, не достигнув взрослого возраста.